# پادشاه گان
گان (حکومت ۸۱۷ تا ۸۱۸) نهمین پادشاه بالهایی بود. او پسر ششم پادشاه گانگ و برادر کوچکتر پادشاه هی و پادشاه جونگ بود. بعد از او سون به پادشاهی رسید.